# Édouard le Despenser (1310-1342)
Pour les articles homonymes, voir Édouard le Despenser.
Édouard le Despenser (octobre 1310 – 30 septembre 1342) est un membre de la noblesse anglaise du XIVe siècle, qui s'est particulièrement distingué militairement au début de la guerre de Cent Ans.

## Biographie
Édouard le Despenser est le deuxième enfant d'Hugues le Despenser et d'Éléonore de Clare,, nièce du roi Édouard II d'Angleterre. Il se trouve ainsi être un arrière-petit-fils du roi Édouard Ier. Sa date de naissance est située peu avant le 21 octobre 1310, puisque le roi Édouard II paie à cette date un messager venu depuis Buckland (en), dans le Buckinghamshire, lui annoncer l'accouchement de sa nièce Éléonore. Au fil des années suivantes, le père d'Édouard le Despenser devient progressivement le favori d'Édouard II et dispose d'une immense influence à la cour, qui le fait pourtant entrer en conflit avec Isabelle de France, l'épouse d'Édouard, et le reste du baronnage anglais.
Le 24 novembre 1326, quelques jours après l'arrestation d'Édouard II par les soldats d'Isabelle, Hugues le Despenser est exécuté pour haute trahison sur ordre de la reine, tandis qu'Éléonore de Clare est enfermée à la Tour de Londres. Leurs filles Jeanne, Éléonore et Margaret sont cloîtrées le 1er janvier 1327, tandis que leur fils aîné Hugues est incarcéré après avoir de peu échappé à l'exécution. Contrairement à son frère, Édouard le Despenser ne constitue pas une menace sérieuse à l'autorité d'Isabelle, sans doute en raison de son jeune âge. On suppose qu'il est toutefois emprisonné à la Tour de Londres avec sa mère jusqu'à leur libération en février 1328.
La famille le Despenser rentre en grâce auprès du roi Édouard III à partir d'octobre 1330 : Éléonore de Clare est restaurée dans ses possessions, tandis que son fils Hugues est libéré. Quant à Édouard le Despenser, il hérite le 3 octobre 1334 de plusieurs possessions appartenant à Idonea de Leybourne, une cousine de sa grand-mère paternelle Isabelle de Beauchamp, notamment celle d'Essendine, située dans le Rutland. Début 1342, il participe aux opérations d'Édouard III au cours de la guerre de Cent Ans, tout comme ses frères. Il est ainsi envoyé sur le continent, avec pour destination initiale l'Aquitaine, mais débarque finalement à Brest pour y avancer la cause de Jeanne de Flandre, prétendante au duché de Bretagne. Édouard le Despenser rejoint alors l'armée de Guillaume de Bohun, 1er comte de Northampton, mais est tué le 30 septembre 1342 lors de la bataille de Morlaix livrée contre les troupes françaises.

## Descendance
Le 20 avril 1335, Édouard le Despenser épouse Anne Ferrers, une fille de William Ferrers (en), 1er baron Ferrers de Groby. Le mariage produit quatre fils :
- Édouard le Despenser (24 mars 1336 – 11 novembre 1375), 1er baron le Despenser, épouse Elizabeth de Burghersh ;
- Hugues le Despenser (vers 1337 ou 1338 – mars 1374), épouse Alice Hotham ;
- Thomas le Despenser (vers 1339 ou 1340 – 1381) ;
- Henri le Despenser (vers 1341 – 23 août 1406), évêque de Norwich.